# Philomèle (Phocide)
Pour les articles homonymes, voir Philomèle.
Philomèle (en grec ancien Φιλόμηλος / Philomélos), est un général phocidien qui a fait éclater la troisième guerre sacrée (356-346 av. J.-C.). Il est le frère d'Onomarchos.

## Biographie
Philomèle soulève ses concitoyens contre l'amphictyonie de Delphes qui les a condamnés pour avoir labouré un champ consacré à Apollon. Avec l'aide de Sparte, il forme en tant que stratégos autokrator une armée de mercenaires et réussit à vaincre les Locriens. Il force la pythie à admettre qu'il peut faire ce qu'il veut en tant que propriétaire du sanctuaire. Il pille le temple de Delphes et arrache des colonnes sacrées. Il vole les trésors du temple et toutes les offrandes de valeur faites au dieu et les utilise pour former un corps d'armée supplémentaire composé de 10 000 mercenaires. Avec le soutien de Sparte, Athènes et Corinthe, il amène à nouveau campagne contre les Locriens et les Thessaliens, mais il est finalement vaincu en 354 av. J.-C. par les Béotiens et se donne la mort en se jetant d'une falaise. Il est remplacé dans son commandement par son frère Onomarchos.